# Congresox talabon
Congresox talabon is een straalvinnige vissensoort uit de familie van snoekalen (Muraenesocidae). De wetenschappelijke naam van de soort is voor het eerst geldig gepubliceerd in 1829 door Cuvier.